# Mischa Cheung

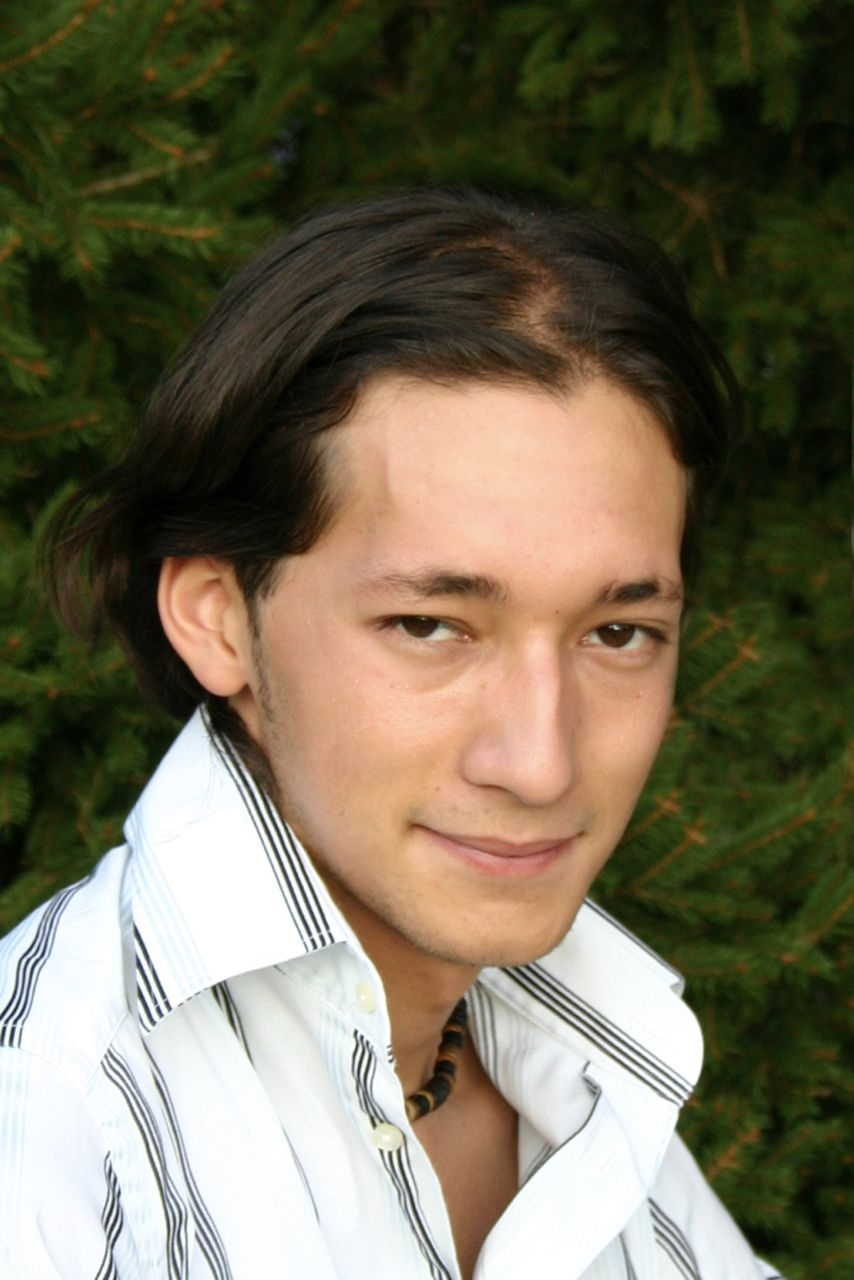
Mischa Cheung

Mischa Cheung (* 16. Juli 1984 in Liestal, Schweiz) ist ein Pianist. Er ist seit 2007 Mitglied der „Vierflügelformation“ Gershwin Piano Quartet und seit 2014 Solist bei den Symphonic Game Music Concerts. Außerdem ist er seit 2022 Dozent an der Zürcher Hochschule der Künste.

## Biografie
Mischa Cheung stammt aus einer schweizerisch-chinesischen Musikerfamilie in Tenniken im Schweizer Kanton Basel-Landschaft. Sein Vater war aus Hong Kong nach Deutschland ausgewandert, um dort Klavier zu studieren, seine Mutter stammt aus Basel. Mischa hat zwei ältere Geschwister, Christopher (* 1970) und Katja (* 1972), die ebenfalls Pianisten geworden sind. Geboren in Liestal, wuchs Mischa in Tenniken auf und besuchte dort die Primarschule, dann in Sissach das Progymnasium und schließlich in Liestal das Gymnasium. Nach seiner Matur ging er nach Zürich, wo er noch heute lebt, und studierte Klavier bei Konstantin Scherbakov an der Zürcher Hochschule der Künste, der ihn schon während seiner Gymnasialzeit als Jungstudent unterrichtet hatte. 2009 legte Mischa Cheung dort sein Konzertexamen mit Auszeichnung ab. Noch im selben Jahr wurde er Assistent in der Meisterklasse von Konstantin Scherbakov. 2011 erwarb er den „Master of Arts in Specialized Music Performance“. Im ersten Halbjahr 2012 vertrat er André Desponds an der Zürcher Hochschule der Künste als Dozent für Klavierimprovisation, 2016 leitete er Scherbakovs Meisterklasse während dessen Urlaubssemester. 2022 wurde er von der Zürcher Hochschule der Künste zum Dozenten berufen.
Klavier spielen lernte Mischa Cheung schon im Alter von drei Jahren zuhause von seinem Vater, wobei ihm seine älteren Geschwister ein Vorbild waren. Nach mehreren kleineren Konzerten gab Mischa im Alter von 12 Jahren sein erstes abendfüllendes Solokonzert (Rezital) in Sissach, mit 16 Jahren vertrat er die Schweiz beim Steinway-Festival in der Musikhalle Hamburg. Als Preisträger des Schweizerischen Jugendmusikwettbewerbs durfte er im November 2003, also kurz vor seiner mündlichen Reifeprüfung, auf eine Konzertreise nach Andalusien gehen, bei der er in 9 Tagen 8 Rezitale gab. Dieser Einblick in das Leben eines konzerttätigen Pianisten hat ihn weiter in seiner Absicht bekräftigt, die berufliche Laufbahn eines Pianisten einzuschlagen. Während seines Studiums trat er als Solist mit verschiedenen Orchestern auf, darunter das Sinfonieorchester Nota Bene, das Sinfonieorchester TiFiCo, das Collegium Musicum Basel und die Junge Münchner Philharmonie.

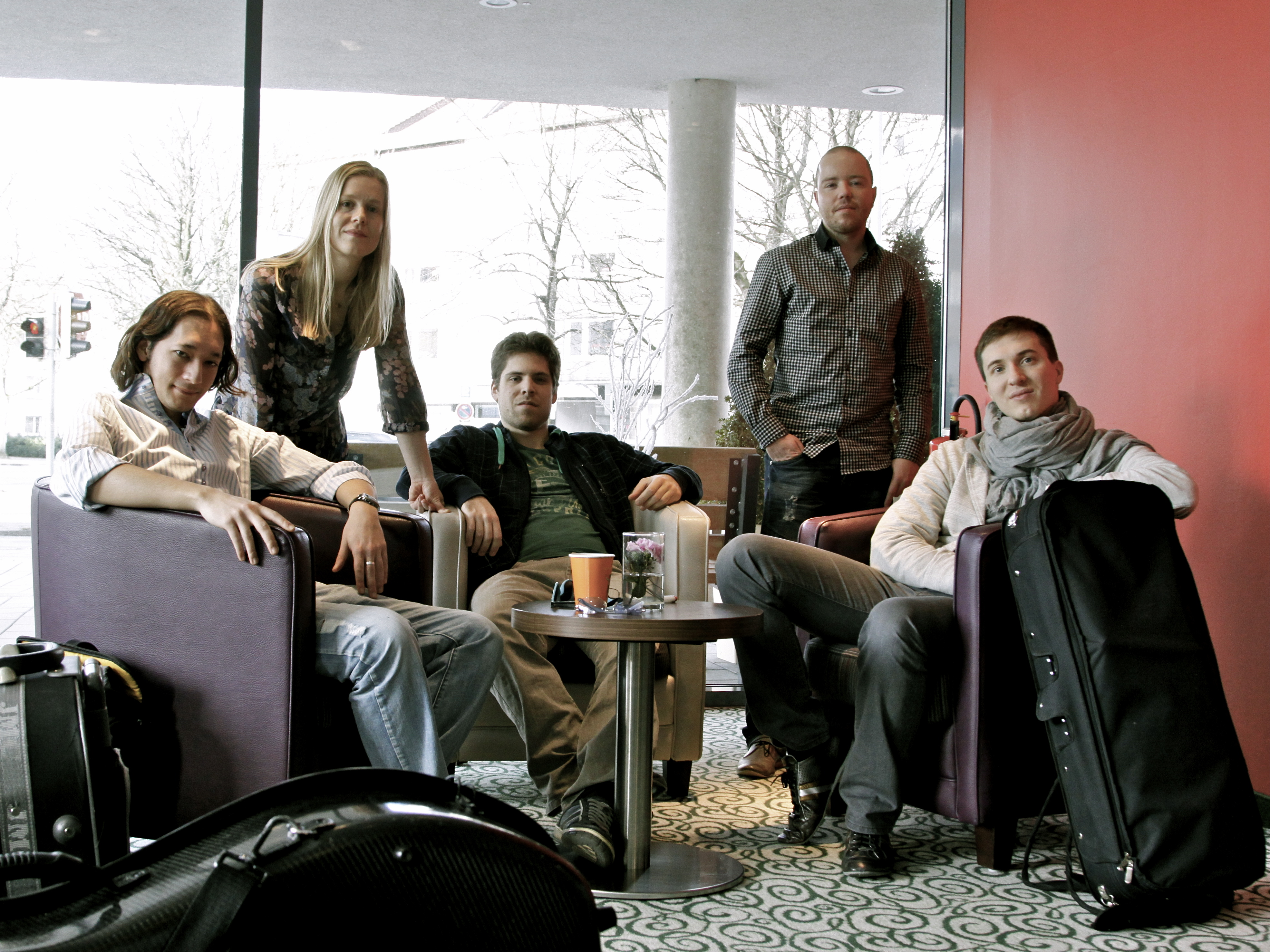
Mischa Cheung (links) 2012 mit dem Ensemble Spark

Seit 2007 ist Mischa Cheung Mitglied des Gershwin Piano Quartet, das Werke von George Gershwin und anderen Komponisten im Arrangement für vier Konzertflügel aufführt. Mit dem Quartett unternahm er Konzertreisen in verschiedene europäische und außereuropäische Länder, z. B. nach China, Brasilien und in den Nahen Osten. Von 2011 bis 2015 war er Pianist bei der „klassischen Band“ Spark, die 2011 mit dem ECHO Klassik ausgezeichnet worden war. Seit 2014 tritt er als Solist bei der von Thomas Böcker produzierten Game-Concerts-Reihe auf. Fast jedes der verschiedenen Konzertprogramme dieser Reihe beinhaltet ein Solo-Konzert für Klavier und Orchester, von denen Mischa Cheung mittlerweile alle aufgeführt hat. Im Rahmen dieser Konzerte hat er auch die Solo-Klavierstücke „Suteki da ne“ (2014) und „You are not Alone“ (2016) des japanischen Komponisten Nobuo Uematsu in einem Arrangement von Roger Wanamo uraufgeführt. Im Rahmen dieser Reihe trat Mischa Cheung unter anderem in Deutschland, Frankreich, England, Finnland, Holland, Hong Kong und Japan auf.
Mischa Cheung tritt auch sonst als Solist und in anderen Formationen auf, zum Beispiel Duo mit Violine, Duo mit Querflöte, Klavier-Duo. Durch den klassischen Solistenwerdegang und die Auftritte mit Solorezitalen und als Solist mit Orchestern steht für ihn die klassische Musik im Vordergrund, Chopin und Rachmaninow zählen zu seinen Lieblingskomponisten. Schon früh hat er aber auch ein Interesse an anderen Stilen gezeigt und eine Leidenschaft für Jazz und Improvisation entwickelt. Seine derzeitigen Engagements beim Gershwin Piano Quartet, bei den Spielekonzerten und im klassischen Solospiel entsprechen seinen verschiedenen Interessen und bieten ihm Abwechslung zwischen den verschiedenen Stilen. Insgesamt gibt er mit all seinen Projekten zusammen etwa 80–90 Konzerte im Jahr, überwiegend in der Schweiz und in Deutschland.

## Diskografie
mit dem Gershwin Piano Quartet:
- 2010: be.four (ZHdK Records, CD & DVD)[8]
- 2012: Edition Klavier-Festival Ruhr Volume 29 (darin drei Musikstücke)[9]
- 2018: Transatlantiques (Sony)

mit Spark:
- 2012: Folk Tunes (Deutsche Grammophon/Universal)[10]
- 2012: New Directions In Classical Music (Sampler von Deutsche Grammophon/Universal mit 2 Stücken von Spark)[11]
- 2012: Eine Klassik für sich – Die besten Alben 2012 (Sampler von Deutsche Grammophon/Universa/Decca, Jahresrückblick mit 1 Stück aus Folk Tunes)[12]
- 2015: Wild Territories (Berlin Classics)[13]

weitere:
- 2016: Turrican – Orchestral Selections (mit dem Norrköping Symphony Orchestra)[14]
- 2019: Gulda, Prokofiev & Poulenc - Orchestral Works (Solo Musica)[15]
- 2023: Final Symphony II - Music from Final Fantasy V, VIII, IX and XIII (Merregnon Records)[16]

## Auszeichnungen (Auswahl)
- 2001: Erster Preis am Klavierwettbewerb der Musik-Akademie Basel
- 2002: Erster Preis und Ehrenpreis am Laupersdorfer Musikwettbewerb
- 2003: Erster Preis mit Auszeichnung am Finale des Schweizerischen Jugendmusikwettbewerbs
- 2005: Preis der Friedl Wald Stiftung
- 2010: Zweiter Preis beim 29. Concours Prix Géraldine Whitaker (Klaviertrio mit dem Violinisten Jakub Dzialak und der Violinistin Anna Savytska)
- 2010: Solisten- und Publikumspreis der Jmanuel und Evamaria Schenk Stiftung[17]
- 2011: Kulturpreis der Basellandschaftlichen Kantonalbank
- 2012: Dritter Preis beim Internationalen Prokofjew-Wettbewerb der IBLA Foundation, New York, in Ragusa Ibla (Klavier-Duo mit Yulia Miloslavskaya)
- 2013: Erster Preis beim Allround Piano Contest der Nico Kaufmann Stiftung[18]
- 2019: Spartenpreis Musik Kanton Basel-Landschaft[19]